# 16892 Вессьєр
16892 Вессьєр (16892 Vaissière) — астероїд головного поясу, відкритий 17 лютого 1998 року.
Тіссеранів параметр щодо Юпітера — 3,201.